# Joseph Askinasy
Joseph Askinasy, Иосиф Григорьевич Ашкинази (* 25. April 1880 in Odessa; † 29. August 1939 in  Mexiko-Stadt) war ein ukrainisch-mexikanischer Soziologe, Schriftsteller und Journalist.

Joseph Askinasy um 1903. Unbekannter Fotograf.

## Leben und Wirken
Joseph (Siegfried) Askinasy wurde am 25. April 1880 in Odessa, das damals zum Russischen Reich gehörte, in eine jüdische Familie geboren. Der Vater war Tabakfabrikant. Nach dem Abschluss der Handelsschule in Odessa trat der Sohn in die Marine ein und wurde bis zum Offizier befördert. Im Herbst 1905 ging er an die Universität Leipzig, um Philosophie zu studieren. Offenbar hat er sein Studium aber nie abgeschlossen. Am 29. Juli 1907 wurde sein Name „wegen Nichtbelegens“ von Veranstaltungen aus dem Universitätsverzeichnis gestrichen.
Um diese Zeit beschäftigte sich Askinasy eingehend mit Fragen der Sexualität, hielt etwa am 18. Februar 1907 vor dem Wissenschaftlich-humanitären Komitee (WhK) Magnus Hirschfelds in Berlin einen Vortrag unter dem Titel „Das Problem der Geschlechter. Umriss einer Philosophie des Sexuellen“ und veröffentlichte anschließend in Sankt Petersburg zu dem Thema. In seiner Schrift zur Geschichte des menschlichen Sexuallebens (История половой жизни человека, 1909) setzte er sich mit dem Werk Das sexuelle Leben der Völker des deutschen Theologen Josef Müller (1855–1942) auseinander, das von 1902 bis 1904 in drei Bänden erschienen war. In dem ebenfalls 1909 erschienenen Buch Женщина и человек (Frau und Mann) widmete sich Askinasy Otto Weininger und dessen Buch Geschlecht und Charakter.
Während Askinasy in den Immatrikulationsunterlagen der Universität in Leipzig noch als „Joseph Aschkinasy“ geführt wurde und auch seine frühen Schriften in Russland unter dem Namen „Josef Grigorjewitsch Aschkinazi“ (Иосиф Григорьевич Ашкинази) erschienen, bevorzugte er in späteren Jahren offenbar den Vornamen Siegfried, den er sich möglicherweise selbst gegeben hatte. Askinasy soll ein früher Anhänger der radikalen Partei der Sozialrevolutionäre (Партия социалистов-революционеров) gewesen sein. Er war vielseitig interessiert und beschäftigte sich u. a. intensiv mit dem Werk Richard Wagners, dem er sich in Form von Vorträgen, Veröffentlichungen und Ausstellungen widmete.
Im Herbst 1908 lernte Askinasy seine spätere Frau Anna Farbstein kennen, die in einem Komitee des Roten Kreuzes arbeitete und sich für politische Gefangene einsetzte. Die gemeinsame Tochter Tatiana ließ sich später zur Architektin ausbilden und heiratete den mexikanischen Architekten Enrique de la Mora y Palomar (1907–1978).
Während eines vierjährigen Aufenthalts von 1910 bis 1914 in München beschäftigte sich Joseph Askinasy intensiv mit der Literatur des spanischen Goldenen Zeitalters („Siglo de Oro“). Zurück in Sankt Petersburg veröffentlichte er mehrere Beiträge für das Jahrbuch des kaiserlichen Theaters (Ежегодник императорских театров) und Bücher, u. a. über das Theater des Pedro Calderón de la Barca, über die griechische Tragödie und über Otto Weininger. 1917 legte er auch das Buch „Ein Jahr im Schützengraben“ vor, in dem er eine Reihe von Fragen zum Krieg beantwortete, nachdem er zuvor eine Gruppe von Soldaten gebeten hatte, entsprechende Fragen aufzuschreiben.

## Exil
Joseph Askinasy verließ Russland am 8. November 1917 und kehrte nie wieder in sein Heimatland zurück. Zunächst lebte er in Finnland, anschließend in der damaligen Tschechoslowakei, in Frankreich und schließlich in Mexiko, das er am 7. November 1929 erreichte. Ezequiel Padilla Peñaloza (1892–1971), der mexikanische Minister für öffentliche Bildung, hatte ihn eingeladen, in dem Land eine Schule zu gründen.
Noch im finnischen Parquiyarvi hatte Askinasy begonnen, sich mit den Ursprüngen sozialer Revolutionen zu beschäftigen. Er verfasste auf Russisch eine Schrift unter dem Titel „Der Ursprung des Bolschewismus“, in dem er sich mit dem Spartacus-Aufstand im alten Rom, der Hussitenbewegung in Böhmen, dem Bauernkrieg von 1525 und der russischen Oktoberrevolution auseinandersetzte. In Prag wandte er sich dem Film als Bildungsträger zu und konzipierte Kinovorträge, mit denen er unter anderem durch das Karpatenvorland zog. Über eine längere Zeit wohnte er in Uschhorod, das heute wieder zur Ukraine gehört. Wegen des Verdachts kommunistischer Umtriebe wurde er jedoch 1925 verbannt und musste nach Frankreich gehen. In Paris studierte Askinasy Serologie am Institut Pasteur, begann nun aber auch, sich für lateinamerikanische Kulturen zu interessieren. Der Anlass war wohl eine Ausstellung präkolumbianischer Künste Amerikas, die im Jahr 1928 in der französischen Hauptstadt gezeigt wurde. In seiner Schrift La musique comme impression et expression (1928) ging Askinasy auf die Beziehungen zwischen Musik, Philosophie und Psychoanalyse ein.
In Mexiko wurde Joseph Siegfried Aksinasy zunächst mit der Gründung von Filmwerkstätten zur Produktion von Lehrfilmen beauftragt, die im ganzen Land verbreitet werden sollten. Doch eine journalistische Kampagne gegen ihn zerstörte seinen Ruf im Land, so dass er schließlich nicht zum Leiter der Initiative benannt wurde, sondern sich mit einer untergeordneten Position abfinden musste.
Im Februar 1930 begann Askinasy, Artikel in der mexikanischen Zeitung El Nacional zu veröffentlichen, in denen er allgemein verständlich ausgewählte Themen aus seinem umfassenden Wissens- und Interessensgebiet präsentierte. Er schrieb über Musik und Literatur, das Theater und die russische Revolution. Einige Monate später begann er, sich mit der sozialen und wirtschaftlichen Realität Mexikos und insbesondere den indigenen Gruppen im Land sowie ihren Problemen zu befassen. Er schrieb Bücher mit Titeln wie „Das Agrarproblem von Yucatán“ (1936) und „Indigenes Mexiko“ (1939). Joseph Siegfried Askinasy starb am 29. August 1939 in Mexiko-Stadt.

## Veröffentlichungen (Auswahl)
- Иосиф Григорьевич Ашкинази: Женщина и человек. Отто Вейнингер и его книга "Пол и характер" (Joseph Grigorjewitsch Askinasy: Frau und Mann. Otto Weininger und sein Buch „Geschlecht und Charakter“). St. Petersburg: Посев (Aussaat) 1909
- [Иосиф Григорьевич Ашкинази:] История половой жизни человека (Geschichte des menschlichen Sexuallebens). St. Petersburg 1909.
- Siegfried Askinasy: El problema agrario de Yucatán. México: Ed. Botas 1936.
- Siegfried Askinasy: México indigena. Obeservaciones sobre algunos problemas de México. México: Imprenta 1939.

## Weiterführende Literatur
- Raúl Cardiel Reyes: Siegfried Askinasy, sociólogo de México. México: Secretaría de Educación Pública 1975.